# 神林茂典
神林 茂典（かんばやし しげのり、1964年8月12日 - ）は、日本の俳優、モデル。長崎県出身。身長183cm。所属事務所は株式会社 仕事。所属は無名塾（現塾員）。

## 来歴・人物
日本大学法学部卒業。大学在学中の1983年に、文学座附属演劇研究所に在籍。その後、メンズファッション誌 メンズクラブの専属モデルに合格し、同誌の多くの表紙を飾る。雑誌だけでなく、東京コレクション、パリコレクションにショーモデルとして参加、多数のCMに出演。1995年、仲代達矢主宰の無名塾に入塾。1996年から無名塾の公演に出演している。また、楠瀬誠志郎が代表をつとめるボイストレーニング・スクール Breavo-Paraにて講師としても活動。
シガーへの造詣が深く、シガーブランド ダビドフを中心としたシガーの講師、アドバイザーとして、セミナーやイベント等を数多く行っている。
特技は少林寺拳法、スキューバダイビング(NAUIマスタースクーバダイバー)、料理、他。

## 出演

### テレビドラマ
- 幻・源氏物語絵巻　光源氏役 (1993年、NHK)
- 霧の旗（1997年、CX）
- 婦警さんの温泉旅行殺人事件（1998年、CX）
- 人魚姫（1999年、TBS）
- アフリカポレポレ （2000年、NHK）
- 垂里冴子のお見合い事件帖 （2000年、TBS）
- 女と愛とミステリー 嘱託刑事・小山田昭平「旅路の果て」（2001年、TX） - 菅野浩一
- 二重被爆 山口彊さんの歩んだ道のり　（2010年、NHK）
- 相棒（2020年） - 石井直久

### 映画
- NUMANITE（1995年、手塚眞　監督）
- TAMEIKI（1999年、スージュン・ベイ　監督）
- i-Doll（2001年、久保寺和人　監督）
- まだまだあぶない刑事（2005年、鳥井邦男　監督）
- 書くことの重さ-作家　佐藤泰志（2013年、稲塚秀孝　監督）
- NORIN TEN（2015年、稲塚秀孝　監督）

### 舞台
- 無名塾
  - 『リチャード三世』（1996年-1997年、サンシャイン劇場他、全国ツアー）
  - 『ウィンザーの陽気な女房たち』（2001年-2002年、全国ツアー）
  - 『長州異聞』（2006年、三百人劇場他）
  - 『俺たちは天使じゃない』（2015年-2016年、世田谷パブリックシアター他、全国ツアー）

- 外部出演
  - 『橋からの眺め』（1999年、ロバート・アラン・アッカーマン演出）
  - 『LONG AFTER LOVE』（2000年、デヴィッド・ルヴォー/山下晃彦演出）
  - 『BENT』（2002年-2003年、ロバート・アラン・アッカーマン演出）
  - 『三人姉妹』（2004年、ロバート・アラン・アッカーマン演出）
  - 『石の海』（2010年、高川裕也演出）

### CM/ナレーション
- - 『ワンデーアキュビュー ディファイン』　ジョンソン＆ジョンソン（出演＆ナレーション）
  - 『ベジマック・ナゲット』　日本マクドナルド（出演＆ナレーション）
  - 『イタリア音楽紀行』　労音（オペラコンサート司会進行および解説）
  - 『キリン一番搾り　糖質ゼロ』2020-2022 CM＆Webナレーション